# Harald Baumann-Hasske

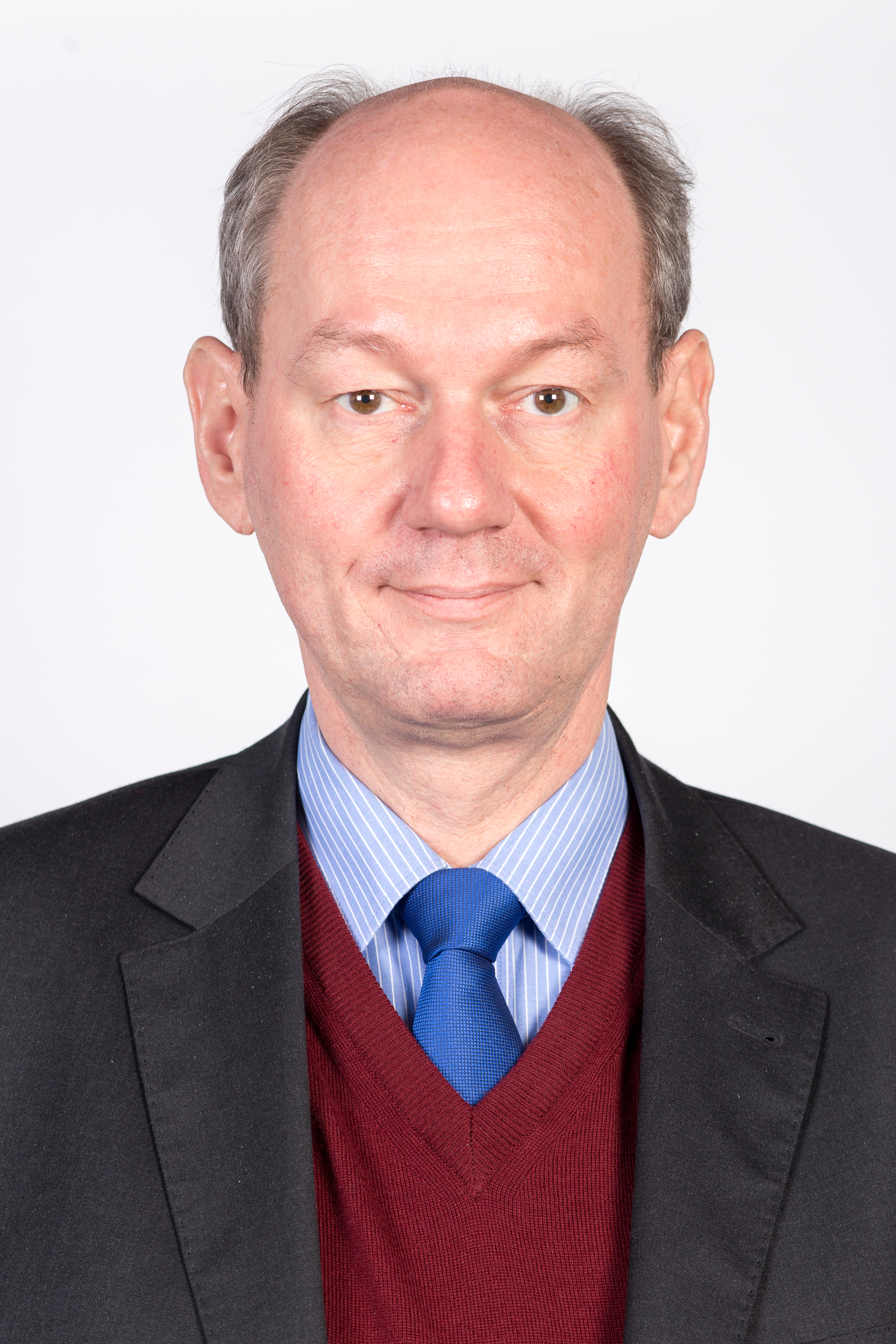
Harald Baumann-Hasske 2016

Harald Egbert Baumann-Hasske (* 3. Dezember 1957 in Luxemburg) ist ein deutscher Politiker und ehemaliger Landtagsabgeordneter in Sachsen (SPD).

## Beruf und Partei
Harald Baumann-Hasske legte seine Abiturprüfung im Jahr 1977 ab und studierte anschließend Rechtswissenschaften in Bonn. Nach seinem Ersten Staatsexamen 1984 absolvierte er sein Rechtsreferendariat in Bonn, Köln und Bogotá und schloss 1988 mit dem Zweiten Staatsexamen ab. In den Jahren 1988 bis 1991 arbeitete er als wissenschaftlicher Mitarbeiter im Deutschen Bundestag in Bonn. Seit 1989 ist er als Rechtsanwalt zugelassen und war zunächst in der damaligen Bundeshauptstadt tätig, eröffnete aber 1990 eine eigene Kanzlei in Dresden, wo er bis zum 2. Oktober 1990 noch eine Zulassung als Rechtsanwalt von dem Justizministerium der Deutschen Demokratischen Republik erhielt. In den Jahren 1991 bis 1994 fungierte er als parlamentarischer Berater der SPD-Fraktion im Sächsischen Landtag.
Seit dem Jahr 1980 ist er Mitglied der SPD. Baumann-Hasske engagiert sich insbesondere bei der Arbeitsgemeinschaft sozialdemokratischer Juristinnen und Juristen (ASJ). In den Jahren 1991 bis 1998 war er Vorsitzender des ASJ Dresden, 1993 bis 1999 Landesvorsitzender der ASJ Sachsen und 2004 bis 2010 sowie wieder seit 2013 war bzw. ist er ASJ-Bundesvorsitzender. Seit 2006 ist er darüber hinaus auch Präsident des Netzwerk Europäischer Sozialdemokratischer Juristinnen und Juristen (EUSONET).

## Wahlamt
Bei der Landtagswahl in Sachsen 2014 kandidierte Baumann-Hasske im Wahlkreis 45 (Dresden 5), verfehlte das Direktmandat mit 11,3 %, zog aber über die Landesliste der SPD Sachsen in den Landtag ein.
Er war Mitglied im Verfassungs- und Rechtsausschuss, im Europaausschuss und im Ausschuss für Geschäftsordnung und Immunitätsangelegenheiten.
Bei der Landtagswahl in Sachsen 2019 erhielt er im Wahlkreis Bautzen 5 nur 3,7 Prozent der Erststimmen und 5,5 Prozent der Zweitstimmen und wurde damit nicht gewählt. Er gehört damit dem Landtag nicht mehr an.